# 広瀬正憲
広瀬正憲（ひろせ まさかず）は、日本の作曲家。第19回朝日作曲賞（合唱）、第20回朝日作曲賞（吹奏楽）受賞者。

## 略歴
名古屋市生まれ。桐朋学園大学音楽学部作曲科卒業。

## 主要作品
- トランペットとピアノのための「星の降る里」(2005年、日本トランペット協会主催作曲コンペティション入選)
- 混声合唱とピアノの為の組曲「百歳になって」(2008年、谷川俊太郎作詩、第19回朝日作曲賞受賞作品)
- 迷走するサラバンド(2009年、第20回朝日作曲賞受賞作品・2010年度全日本吹奏楽コンクール課題曲)
- 水になりたい(2009年、日本歌曲振興会日本歌曲コンクール作曲部門優秀賞）
- 流沙(2012年、第5回 全日本吹奏楽連盟作曲コンクール第1位受賞作品・2013年度全日本吹奏楽コンクール課題曲)